# كريستين نج
كريستين نج هي ممثلة هونغ كونغية، ولدت في 24 فبراير 1969 في المملكة المتحدة.

## وصلات خارجية
- كريستين نج على موقع IMDb (الإنجليزية)
- كريستين نج على موقع ألو سيني (الفرنسية)
- كريستين نج على موقع ميوزك برينز (الإنجليزية)
- كريستين نج على موقع أول موفي (الإنجليزية)
- كريستين نج على موقع قاعدة بيانات الفيلم (الإنجليزية)
- كريستين نج على موقع كينوبويسك (الروسية)